# Coelotes pabulator
Coelotes pabulator là một loài nhện trong họ Amaurobiidae.
Loài này thuộc chi Coelotes. Coelotes pabulator được Eugène Simon miêu tả năm 1875.